# Giải bóng đá Vô địch U-19 Quốc gia 2021
Giải bóng đá Vô địch U-19 Quốc gia 2021 là mùa giải thứ 16 của giải U-19 Quốc gia do Liên đoàn bóng đá Việt Nam tổ chức. Giải đấu này diễn ra theo hai giai đoạn, thời gian diễn ra vòng loại từ ngày 10 tháng 1 đến 2 tháng 2 năm 2021; Vòng chung kết diễn ra từ ngày 24 tháng 3 đến 2 tháng 4 năm 2021.

## Các đội bóng tham gia
Lễ bốc thăm vòng loại của Giải bóng đá vô địch U19 quốc gia 2021 được diễn ra vào ngày 6 tháng 1 năm 2021 tại trụ sở VFF.
- Bảng A: Viettel, Thanh Hoá, Nam Định, Hà Nội, PVF, Công An Nhân dân
- Bảng B: Kon Tum, SHB Đà Nẵng, Sông Lam Nghệ An, Thừa Thiên Huế, Học viện Nutifood
- Bảng C: Hoàng Anh Gia Lai, Quảng Nam, Thành phố Hồ Chí Minh, Phú Yên, Bình Định, Đắk Lắk
- Bảng D: Khánh Hoà, Bến Tre, B.Bình Dương, Sài Gòn, Đồng Nai
- Bảng E:  Bình Phước, An Giang, Cần Thơ, Đồng Tháp, Long An, Tiền Giang.

## Vòng loại

### Bảng A
Tất cả các trận đấu được diễn ra tại cụm sân của Trung tâm bóng đá Viettel. 

| VT | Đội                  | ST | T | H | B | BT | BB | HS | Đ | Giành quyền tham dự    |  | PVF | HN | VT | NĐ | TH | CAND |
| -- | -------------------- | -- | - | - | - | -- | -- | -- | - | ---------------------- |  | --- | -- | -- | -- | -- | ---- |
| 1  | U19 PVF              | 0  | 0 | 0 | 0 | 0  | 0  | 0  | 0 | Vào vòng chung kết     |  | —   | 1– | 1– | 1– | 1– | 1–   |
| 2  | U19 Hà Nội           | 0  | 0 | 0 | 0 | 0  | 0  | 0  | 0 | Xét vào vòng chung kết |  |     | —  |    |    |    |      |
| 3  | U19 Viettel          | 0  | 0 | 0 | 0 | 0  | 0  | 0  | 0 |                        |  |     |    | —  |    |    |      |
| 4  | U19 Nam Định         | 0  | 0 | 0 | 0 | 0  | 0  | 0  | 0 |                        |  |     |    | —  |    |    |      |
| 5  | U19 Đông Á Thanh Hóa | 0  | 0 | 0 | 0 | 0  | 0  | 0  | 0 |                        |  |     |    |    | —  |    |      |
| 6  | U19 Công An Nhân Dân | 0  | 0 | 0 | 0 | 0  | 0  | 0  | 0 |                        |  |     |    |    |    | —  |      |

## Vòng chung kết

### Vòng bảng

#### Bảng A
| VT | Đội                    | ST | T | H | B | BT | BB | HS | Đ | Giành quyền tham dự |
| -- | ---------------------- | -- | - | - | - | -- | -- | -- | - | ------------------- |
| 1  | U-19 PVF               | 3  | 2 | 1 | 0 | 6  | 3  | +3 | 7 | Vào tứ kết          |
| 2  | U-19 Sông Lam Nghệ An  | 3  | 1 | 1 | 1 | 4  | 2  | +2 | 4 | Vào tứ kết          |
| 3  | U-19 Hoàng Anh Gia Lai | 3  | 1 | 0 | 2 | 5  | 6  | −1 | 3 |                     |
| 4  | U-19 Bình Dương        | 3  | 1 | 0 | 2 | 3  | 7  | −4 | 3 |                     |

| U-19 Hoàng Anh Gia Lai | 0–3      | U-19 Sông Lam Nghệ An                          |
| ---------------------- | -------- | ---------------------------------------------- |
|                        | Chi tiết | - Hồ Văn Cường 54', 90+1' - Đinh Xuân Tiến 60' |

| U-19 Bình Dương    | 1–3      | U-19 PVF                                                          |
| ------------------ | -------- | ----------------------------------------------------------------- |
| Đinh Hoàng Hốn 84' | Chi tiết | - Nguyễn Tuấn Anh 23' - Nguyễn Thanh Nhàn 50' - Thái Bá Đạt 90+4' |

| U-19 PVF                                                      | 3–2      | U-19 Hoàng Anh Gia Lai                           |
| ------------------------------------------------------------- | -------- | ------------------------------------------------ |
| - Võ Anh Quân 18' - Trần Ngọc Sơn 49' - Nguyễn Thanh Nhàn 59' | Chi tiết | - Phạm Nguyễn Minh Quang 13' - Lê Văn Trường 64' |

| U-19 Sông Lam Nghệ An | 1–2      | U-19 Bình Dương                              |
| --------------------- | -------- | -------------------------------------------- |
| - Nguyễn Đức Mạnh 90' | Chi tiết | - Trần Vũ Hoàng Long 7' - Trần Phi Trọng 62' |

| U-19 Bình Dương | 0–3      | U-19 Hoàng Anh Gia Lai                                |
| --------------- | -------- | ----------------------------------------------------- |
|                 | Chi tiết | - Phạm Nguyễn Minh Quang 34' - Trần Hữu Đăng 45', 59' |

| U-19 PVF | 0–0      | U-19 Sông Lam Nghệ An |
| -------- | -------- | --------------------- |
|          | Chi tiết |                       |

#### Bảng B
| VT | Đội            | ST | T | H | B | BT | BB | HS | Đ | Giành quyền tham dự |
| -- | -------------- | -- | - | - | - | -- | -- | -- | - | ------------------- |
| 1  | U-19 Hà Nội    | 3  | 1 | 2 | 0 | 4  | 2  | +2 | 5 | Vào tứ kết          |
| 2  | U-19 An Giang  | 3  | 1 | 1 | 1 | 5  | 6  | −1 | 4 | Vào tứ kết          |
| 3  | U-19 Sài Gòn   | 3  | 0 | 3 | 0 | 5  | 5  | 0  | 3 | Vào tứ kết          |
| 4  | U-19 Quảng Nam | 3  | 0 | 2 | 1 | 3  | 4  | −1 | 2 |                     |

| U-19 Hà Nội           | 1–1      | U-19 Sài Gòn       |
| --------------------- | -------- | ------------------ |
| - Nguyễn Giản Tân 86' | Chi tiết | - Bùi Văn Bình 38' |

| U-19 Quảng Nam        | 1–2      | U-19 An Giang                       |
| --------------------- | -------- | ----------------------------------- |
| - Nguyễn Hữu Hưng 56' | Chi tiết | - Lê Ngọc Quân 11' - Bùi Vĩ Hào 24' |

| U-19 Sài Gòn                                                     | 2–2      | U-19 Quảng Nam             |
| ---------------------------------------------------------------- | -------- | -------------------------- |
| - Lê Hoàng Trường 54' - Trần Minh Thảo 57' - Lê Hoàng Trường 75' | Chi tiết | - Nguyễn Hữu Hưng 45', 71' |

| U-19 An Giang          | 1–3      | U-19 Hà Nội                                   |
| ---------------------- | -------- | --------------------------------------------- |
| - Nguyễn Thái Tiến 90' | Chi tiết | - Nguyễn Anh Tú 38', 81' - Nguyễn Đức Anh 48' |

| U-19 Quảng Nam | 0–0      | U-19 Hà Nội |
| -------------- | -------- | ----------- |
|                | Chi tiết |             |

| U-19 An Giang         | 2–2      | U-19 Sài Gòn                                  |
| --------------------- | -------- | --------------------------------------------- |
| - Bùi Vĩ Hào 74', 90' | Chi tiết | - Nguyễn Công Quảng 34' - Lê Cảnh Gia Huy 43' |

#### Bảng C
| VT | Đội            | ST | T | H | B | BT | BB | HS | Đ | Giành quyền tham dự |
| -- | -------------- | -- | - | - | - | -- | -- | -- | - | ------------------- |
| 1  | U-19 Nutifood  | 3  | 3 | 0 | 0 | 9  | 2  | +7 | 9 | Vào tứ kết          |
| 2  | U-19 Đồng Tháp | 3  | 1 | 1 | 1 | 4  | 5  | −1 | 4 | Vào tứ kết          |
| 3  | U-19 Bình Định | 4  | 1 | 0 | 3 | 5  | 5  | 0  | 3 | Vào tứ kết          |
| 4  | U-19 Khánh Hoà | 3  | 0 | 1 | 2 | 3  | 9  | −6 | 1 |                     |

| U-19 Nutifood                                                                   | 5–1      | U-19 Khánh Hoà        |
| ------------------------------------------------------------------------------- | -------- | --------------------- |
| - Nguyễn Quốc Việt 6', 57', 78' - Nguyễn Đăng Tuấn Tài 27' - Nguyễn Tấn Đạt 88' | Chi tiết | - Trần Khánh Dũng 51' |

| U-19 Đồng Tháp              | 2–1      | U-19 Bình Định     |
| --------------------------- | -------- | ------------------ |
| - Nguyễn Quốc Việt 32', 88' | Chi tiết | - Phan Ngọc Tín 8' |

| U-19 Khánh Hoà            | 2–2      | U-19 Đồng Tháp                            |
| ------------------------- | -------- | ----------------------------------------- |
| - Trần Khánh Dũng 9', 17' | Chi tiết | - Võ Công Minh 38' - Đặng Văn Dương 45+1' |

| U-19 Bình Định          | 1–2      | U-19 Nutifood                                    |
| ----------------------- | -------- | ------------------------------------------------ |
| - Nguyễn Minh Thuận 37' | Chi tiết | - Nguyễn Quốc Việt 9' - Nguyễn Đăng Tuấn Tài 49' |

| U-19 Đồng Tháp | 0–2      | U-19 Nutifood                                           |
| -------------- | -------- | ------------------------------------------------------- |
|                | Chi tiết | - Nguyễn Khánh Duy 45+2' - Nguyễn Quốc Việt 64' (ph.đ.) |

| U-19 Bình Định                                | 2–0      | U-19 Khánh Hoà |
| --------------------------------------------- | -------- | -------------- |
| - Nguyễn Hải Chi Nguyện 65' - Hồ Nhật Trí 80' | Chi tiết |                |

### Vòng tứ kết
| U-19 PVF                                           | 3–0      | U-19 Bình Định |
| -------------------------------------------------- | -------- | -------------- |
| - Nguyễn Thanh Nhàn 32', 84' - Nguyễn Anh Tuấn 50' | Chi tiết |                |

| U-19 Hà Nội                                                          | 3–5      | U-19 Sông Lam Nghệ An                                                 |
| -------------------------------------------------------------------- | -------- | --------------------------------------------------------------------- |
| - Nguyễn Hà Anh Tuấn 51' - Phan Lạc Dương 75' - Nguyễn Đức Anh 90+5' | Chi tiết | - Phan Xuân Đại 19' - Định Xuân Tiến 24', 29', 47' - Hồ Văn Cường 45' |

| U-19 Nutifood               | 2–0      | U-19 Sài Gòn |
| --------------------------- | -------- | ------------ |
| - Nguyễn Quốc Việt 60', 65' | Chi tiết |              |

| U-19 An Giang                         | 2–2      | U-19 Đồng Tháp                               |
| ------------------------------------- | -------- | -------------------------------------------- |
| - Thái Văn Thảo 64' - Võ Nhất Duy 79' | Chi tiết | - Trần Long Hải 50', 61'                     |
| Loạt sút luân lưu                     |          |                                              |
| Tuấn Kiệt · Bùi Vỹ Hào ·              | 4-2      | Đạt Huy · Lê Mạnh · Đặng Văn Dương · Khắc Lê |

### Vòng bán kết
| U-19 PVF                                                           | 3–0      | U-19 An Giang |
| ------------------------------------------------------------------ | -------- | ------------- |
| - Nguyễn Phương Nam 49' - Nguyễn Anh Tuấn 59' - Nguyễn Đức Phú 78' | Chi tiết |               |

| U-19 Sông Lam Nghệ An                 | 1–1      | U-19 Nutifood                                           |
| ------------------------------------- | -------- | ------------------------------------------------------- |
| - Đinh Xuân Tiến 27'                  | Chi tiết | - Nguyễn Thái Quốc Cường 12'                            |
| Loạt sút luân lưu                     |          |                                                         |
| Xuân Tiến · Văn Mách · Trần Ngọc Dũng | 1-4      | Nhật Minh · Nguyễn Thái Quốc Cường · Lý Đức · Quốc Việt |

### Trận chung kết
| U-19 PVF                                                                             | 4–1      | U-19 Nutifood          |
| ------------------------------------------------------------------------------------ | -------- | ---------------------- |
| - Nguyễn Thanh Nhàn 27', 55', 82' - Trần Vũ Ngọc Tài 38' - Nguyễn Anh Tuấn 81' 90+3' | Chi tiết | - Nguyễn Quốc Việt 42' |

## Tổng kết mùa giải
- Đội vô địch: U-19 PVF
- Đội hạng nhì: U-19 Học viện bóng đá NutiFood
- Đội hạng ba: U-19 Sông Lam Nghệ An và U-19 Hà Nội
- Giải phong cách: U-19 Sông Lam Nghệ An
- Thủ môn xuất sắc nhất giải: Nguyễn Quang Trường (U-19 PVF)
- Vua phá lưới: Nguyễn Quốc Việt (U-19 Học viện Nutifood) với 8 bàn thắng
- Cầu thủ xuất sắc nhất: Nguyễn Thanh Nhàn (U-19 PVF)

## Các quyết định kỷ luật của VFF

### Quyết định về việc tạm đình chỉ thi đấu đối với cầu thủ Lê Anh Quốc Việt của đội U19 Phú Yên
Ngày 29 tháng 1 năm 2021, Ban kỷ luật Liên đoàn bóng đá Việt Nam đã ban hành Quyết định số 46/QĐ-LĐBĐVN về việc tạm đình chỉ thi đấu đối với cầu thủ Lê Anh Quốc Việt của đội U-19 Phú Yên với lý do chơi không đúng với khả năng.

### Quyết định số 63-69/QĐ-LĐBĐVN:
Ngày 3/3, Ban kỷ luật LĐBĐVN đã ban hành các quyết định kỷ luật tại Giải bóng đá Vô địch U19 Quốc gia năm 2021. Nội dung như sau:
Quyết định số 63/QĐ-LĐBĐVN:
Phạt đội U19 Sông Lam Nghệ An 500.000đ (Năm trăm nghìn đồng) do có 05 cầu thủ bị phạt thẻ vàng trong trận đấu giữa hai đội U19 Sông Lam Nghệ An và U19 Học viện Nutifood ngày 15/01/2021 trên SVĐ Kon Tum, tỉnh Kon Tum tại giải bóng đá Vô địch U19 quốc gia năm 2021.
Quyết định số 64/QĐ-LĐBĐVN:
Phạt đội U19 Đồng Nai 500.000đ (Năm trăm nghìn đồng) do có 05 cầu thủ bị phạt thẻ vàng trong trận đấu giữa hai đội U19 Đồng Nai và U19 Becamex Bình Dương ngày 15/01/2021 trên SVĐ 19/8 Nha Trang, tỉnh Khánh Hòa tại giải bóng đá Vô địch U19 quốc gia 2021.
Quyết định số 65/QĐ-LĐBĐVN:
Phạt đội U19 Becamex Bình Dương 1.000.000đ (Một triệu đồng) do có 07 cầu thủ bị phạt thẻ vàng trong trận đấu giữa hai đội U19 Đồng Nai và U19 Becamex Bình Dương ngày 15/01/2021 trên SVĐ 19/8 Nha Trang, tỉnh Khánh Hòa tại giải bóng đá Vô địch U19 quốc gia 2021.
Quyết định số 66/QĐ-LĐBĐVN:
Phạt đội U19 Thanh Hóa 500.000đ (Năm trăm nghìn đồng) do có 05 cầu thủ bị phạt thẻ vàng trong trận đấu giữa hai đội U19 Thanh Hóa và U19 Hà Nội ngày 18/01/2021 trên SVĐ 19/8 Nha Trang, tỉnh Khánh Hòa tại giải bóng đá Vô địch U19 quốc gia 2021.
Quyết định số 67/QĐ-LĐBĐVN:
Phạt đội U19 Bình Phước 750.000đ (Bảy trăm năm mươi ngàn đồng) do có 06 người bị phạt thẻ vàng trong trận đấu giữa hai đội U19 Đồng Tháp và U19 Bình Phước ngày 23/01/2021 trên sân vận động Bình Phước, tỉnh Bình Phước tại giải bóng đá Vô địch U19 Quốc gia năm 2021.
Quyết định số 68/QĐ-LĐBĐVN:
Phạt đội U19 Đồng Nam 750.000đ (Bảy trăm năm mươi ngàn đồng) do có 06 người bị phạt thẻ vàng trong trận đấu giữa hai đội U19 Becamex Bình Dương và U19 Đồng Nai ngày 28/02/2021 trên sân vận động 19/8 Nha Trang, tỉnh Khánh Hòa tại giải bóng đá Vô địch U19 Quốc gia năm 2021.
Quyết định số 69/QĐ-LĐBĐVN:
Phạt đội U19 Học viện Nutifood 500.000đ (Năm trăm ngàn đồng) do có 05 cầu thủ bị phạt thẻ vàng trong trận đấu giữa hai đội U19 Kon Tum và U19 Học viện Nutifood ngày 30/01/2021 trên sân vận động Kon Tum, tỉnh Kon Tum tại giải bóng đá Vô địch U19 Quốc gia năm 2021.
Các quyết định có hiệu lực kể từ ngày ký./.

### Quyết định về việc kỷ luật ông Lê Trường Giang (Trợ lý HLV đội U19 Quảng Nam)
Ngày 5/4/2021, Ban kỷ luật LĐBĐVN đã ban hành quyết định số 118/QĐ-LĐBĐVN về việc kỷ luật ông Lê Trường Giang – Trợ lý HLV đội U19 Quảng Nam. Cụ thể như sau:
– Phạt 1.500.000đ (Một triệu năm trăm nghìn đồng) và đình chỉ làm nhiệm vụ 02 trận kế tiếp đối với ông Lê Trường Giang, trợ lý huấn luyện viên đội U19 Quảng Nam do có hành vi phản ứng với trọng tài trong trận đấu giữa hai đội U19 Sài Gòn và U19 Quảng Nam ngày 03/4/2021 tại giải bóng đá Vô địch U19 quốc gia năm 2021.
– Quyết định này có hiệu lực kể từ ngày ký./.